# Бужинский, Владимир Марьянович
Владимир Марьянович Бужинский (29 апреля 1900 г., Перемышль — 17 июля 1970 г., Гливице) — польский учёный, профессор Львовского политехнического института.

## Из жизнеописания
В 1918 г. окончил гимназию имени Словацкого в Перемышле.
В 1919—1925 годах учился на факультете дорожного и водного строительства Львовской политехники, который окончил в 1925 г. с дипломом инженера и отметкой «отлично».
В 1928 г. на этом же факультете защитил диссертацию на тему: «Обзор гипотез сопротивления» и получил степень доктора технических наук.
С ноября 1928 г. по март 1929 г. был в творческой командировке в университете Геттингена, Германия и политехнического института в Цюрихе, Швейцария.
С 1928 г. начал преподавательскую работу во Львовской политехнике с механики и сопротивления материалов.
С 1930 г. был назначен на должность исполняющего обязанности профессора.
В 1933 г. защитил хабилитационную работу на тему «Разложение потенциала упругости», получил звание доцента в области механики.
С 1934 г. — заведующий кафедры сопротивления материалов, а в 1938 г. исполнял обязанности декана энергомашиностроительного факультета.
В 1939 г. избран членом Академии технических наук в Варшаве. При советской власти был назначен заместителем директора института, одновременно оставаясь заведовать кафедрами сопротивления материалов и гидромеханики.

## Творчество
Среди научных достижений 20 трудов, подготовил курс лекций по технической механике и сопротивлению материалов.